# Parafia Najświętszego Serca Jezusowego w Krzymoszach
Parafia Najświętszego Serca Jezusowego w Krzymoszach – parafia rzymskokatolicka w Krzymoszach.
Parafia została erygowana w 1938.
Kościół parafialny murowany, w stylu barokowym, został wybudowany w 1948 staraniem ks. Stefana Gruszeckiego. Konsekrowany w 1954 r. przez biskupa Ignacego Świrskiego.
Parafia ma księgi metrykalne od  1939.
Terytorium parafii obejmuje: Czuryły, Krzymosze, Leśniczówka, Lucynów, Olędy, Radzików-Stopki oraz Wielgorz.